# Bahnhof Unterschüpf
Der Bahnhof Unterschüpf ist der ehemalige Bahnhof von Unterschüpf, einem Stadtteil von Boxberg im Main-Tauber-Kreis in Baden-Württemberg. Er liegt an der Bahnstrecke Mosbach-Neckarelz–Würzburg. Das ehemalige Empfangsgebäude befindet sich in der Tottenheimer Straße 6 in Unterschüpf.

## Geschichte
Der Bahnhof wurde im Jahre 1860 errichtet. Weitere Nebengebäude folgten in der zweiten Hälfte des 19. Jahrhunderts. Das ehemalige Bahnhofsgebäude Unterschüpf befindet sich in Privatbesitz. Seit 1985 wird der Bahnhof nicht mehr bedient, die Betriebsstelle wurde in der Folge aufgelassen, Weichen und Nebengleise entfernt. Der Kreistag des Main-Tauber-Kreises sowie der Boxberger Gemeinderat forderten mit verschiedenen Resolutionen, unter anderem 2016, bislang vergeblich die Sanierung und Wiederinbetriebnahme des stillgelegten Haltepunktes in Unterschüpf.

## Denkmalschutz
Der Bahnhof steht unter Denkmalschutz. Beim Bahnhofsgebäude handelt sich um einen Massivbau mit Walmdach und Mittelrisalit. Das Empfangsgebäude verfügt über eine segmentbogige Dreiereingangsarkade und entstand um das Jahr 1860. Bei einem weiteren Bahnhäuschen handelt es sich ebenfalls um einen Massivbau mit reich geschnitzter Dreieröffnung im holzverkleideten Dachgeschoss. Dieses entstand in der zweiten Hälfte des 19. Jahrhunderts. Südwestlich des Empfangsgebäudes besteht eine Güterhalle als Holzständerbau mit Deckelschalung und Satteldach. Diese wurde um 1865 errichtet. Alle Gebäudeteile des Bahnhofs stehen als Sachgesamtheit im Denkmalbuch des Landes Baden-Württemberg.